# Charles-Eugène Boucher de Boucherville
Sir Charles-Eugène Butcher de Boucherville (ur. 4 maja 1822, zm. 10 września 1915) – kanadyjski lekarz i polityk, dwukrotny premier prowincji Quebec. De Boucherville pochodził z ziemiańskiej (seniorowie Boucherville) rodziny frankofońskiej, osiadłej od wielu pokoleń w Quebecu. Po ukończeniu szkoły średniej w Montrealu, rozpoczął studia medyczne na McGill College w tym samym mieście. Po ukończeniu studiów pracował jako stażysta w Paryżu, a następnie praktykował medycynę w Montrealu. Pełnił także funkcję kapitana milicji, dowodząc batalionem z Chambly. Z praktyki medycznej zrezygnował w 1860 r., by poświęcić się polityce.
Boucherville został wybrany do parlamentu po raz pierwszy jeszcze przed konfederacją w 1861 r. Następnie powoli wspinał się po drabinie biurokratycznej, zajmując wiele eksponowanych stanowisk w administracji prowincjonalnej. Między innymi objął tekę ministra edukacji oraz rolnictwa i robót publicznych. Po konfederacji dalej udzielał się w polityce na poziomie prowincjonalnym. W 1874 został szefem Konserwatywnej Partii Quebecu i objął stanowisko premiera tej prowincji. Na swym stanowisku pozostał przez cztery lata. Oskarżony o udział w aferze korupcyjnej, ustąpił ze stanowiska. Gdy został oczyszczony z zarzutów, powrócił do polityki. Za zasługi w działalności społecznej i politycznej otrzymał brytyjskie szlachectwo.